# (2249) Yamamoto
(2249) Yamamoto est un astéroïde de la ceinture principale. Il a été découvert le 6 avril 1942 par l'astronome allemand Karl Wilhelm Reinmuth à l'observatoire du Königstuhl situé à Heidelberg dans le Bade-Wurtemberg en Allemagne.
Il fut dénommé Yamamoto en l'honneur de l'astronome japonais Issei Yamamoto.